# Электроника МС 1504
Электроника МС 1504 — первый советский портативный персональный компьютер в форм-факторе «laptop» на процессоре КР1834ВМ86 (i80C86 совместимый — КМОП-вариант КР1810ВМ86). Представлен в 1990 году. Первоначально имел название ПК-300 . В качестве прототипа использован портативный компьютер «T1100 PLUS» фирмы Toshiba (en:Toshiba T1100).

## Технические характеристики
- Центральный процессор: Интеграл КР1834ВМ86 (ДЛ-24А) на тактовой частоте 4,77 МГц и 7,16 МГц в режиме Turbo.
- Разрядность процессора: 16 бит
- Разрядность шины данных: 8 бит
- Память: ОЗУ — 640 КБ
- Видеоконтроллер: CGA (640 × 200 точек в 4 оттенка серого, либо 80 × 25 символов)
- Полная масса: 4,5 кг (с аккумуляторами)

## Интерфейсы
- Параллельный интерфейс: ИРПР-М (Centronics)
- Последовательный интерфейс: Стык С2 (RS-232)
- Интерфейс для подключения внешнего многоцветного монитора по ГОСТ 28406-89 (RGB)
- Интерфейс для подключения внешнего одноцветного монитора по ГОСТ 28406-89 (ВИДЕО)
- Возможность подключения внешнего дисковода 5,25" ёмкостью по 360 кбайт
- Контроллер на два дисковода 3,5" ёмкостью по 720 кбайт